# Georg Waltenberger
Georg Waltenberger (né le 14 août 1865 à Blieskastel et mort le 5 février 1961 à Berchtesgaden) est un peintre allemand. Il s'est concentré sur le portrait et la peinture d'histoire. 

## Biographie
Le père de Georg Waltenberger est Anton Waltenberger (1840-1902), conseiller fiscal, cartographe et auteur de plusieurs ouvrages novateurs sur le développement des Alpes du Nord. La maison Waltenberger est nommée d'après lui. Après avoir été à un Realgymnasium, Georg Waltenberger étudie avec Karl von Piloty, Nikolaos Gysis et Wilhelm von Lindenschmit (de) à l'Académie des beaux-arts de Munich. Dans la classe du peintre d'histoire Lindenschmit, il rencontre le peintre tyrolien Albin Egger-Lienz, avec qui il a une amitié étroite. Sa fille Virginie travaille comme peintre. Elle se concentre sur la représentation des fleurs. Il passe une grande partie de sa vie à Salzberg, près de Berchtesgaden, où il possède une maison.

## Travaux

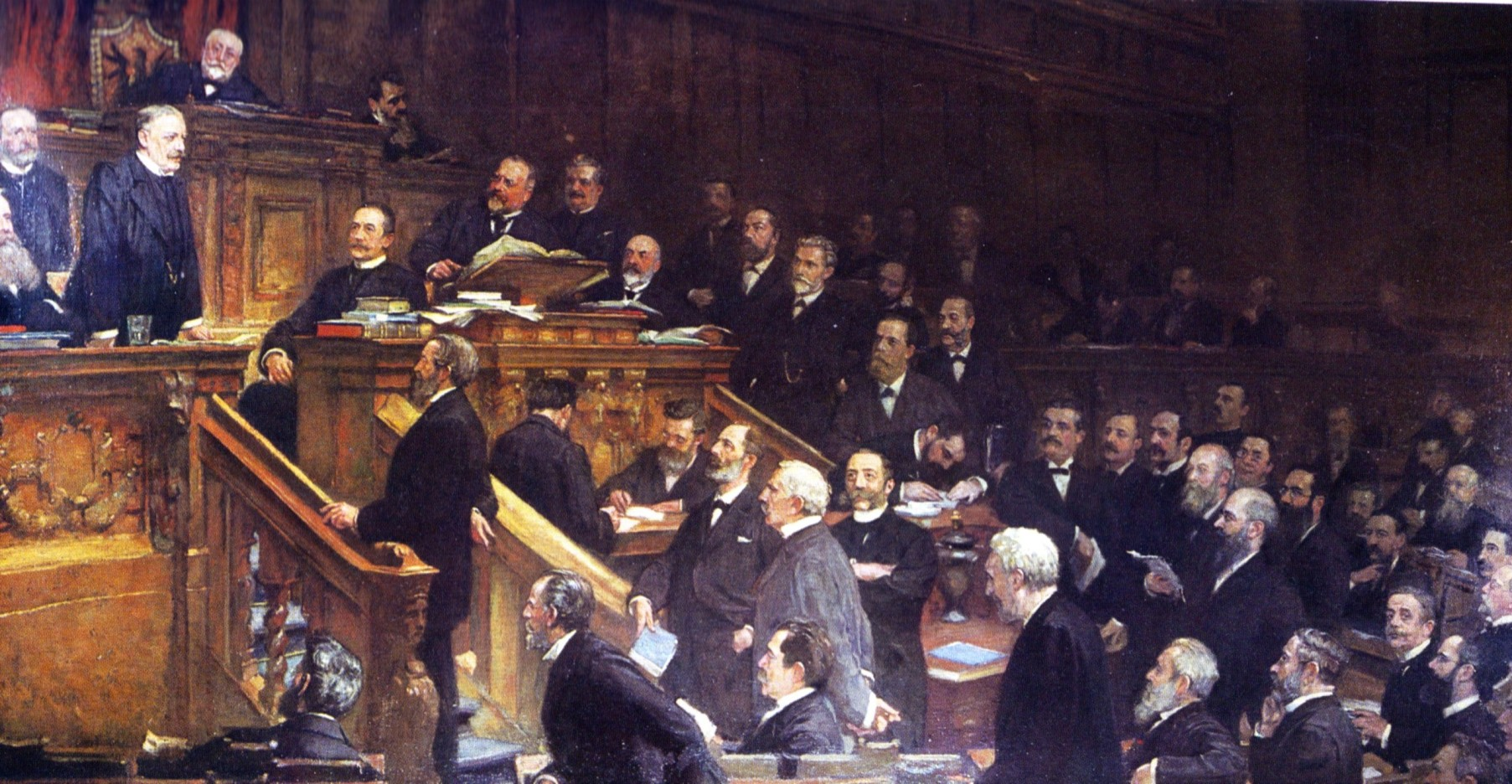
Séance au Reichstag en 1905 (peinture de Georg Waltenberger).

Waltenberger est invité à des expositions dans le palais des glaces de Munich et à d'autres expositions d'art internationales avec des portraits et des représentations riches en personnages. Son premier travail majeur est la peinture colossale en trois parties, Weltuntergang, qui suscite de l'attention et pour laquelle il est récompensé à Dresde en 1897 avec Kleinen Goldenen Medaille. Il franchit une nouvelle étape décisive dans sa carrière artistique avec la photo grand format Der Kanzler spricht, qui montre Bernhard von Bülow devant le Reichstag. Avec Angelo Jank, Adolf Münzer (de) et Walter Püttner (de), il peint la salle du jury au palais de justice de Munich avec le motif Sturz der Verdammten. La salle est lambrissée de nos jours et on ignore si la peinture existe encore de nos jours. C'est la pose de la première pierre du nouveau Deutsches Museum à Munich par l'empereur Guillaume II qui offre à l'artiste l'occasion de se faire représenter par une autre peinture historique réputée. 
Outre la peinture d'histoire, Waltenberger a peint plus de 600 portraits, dont des personnalités importantes de son temps en Allemagne et dans d'autres pays européens. Celles-ci incluent des portraits de membres de la famille Wittelsbach ainsi que des portraits de chercheurs et d'inventeurs tels que Wilhelm Conrad Röntgen et Rudolf Diesel . 

## Prix
- Citoyen d'honneur de son lieu de naissance, Blieskastel.
- Citoyenneté d'honneur de sa ville d'adoption Berchtesgaden, décernée le 4 novembre 1947 pour les mérites d’artiste majeur et la décoration du Kursaal construit en 1930.